# One Party Can Ruin Your Summer
«Всего одна вечеринка — и лето насмарку!» (англ. One Party Can Ruin Your Summer) — двадцать четвёртая и финальная серия первого сезона американского телесериала «90210: Новое поколение», премьера которого состоялась 12 мая 2009 года (вторник). Режиссёр — Уэнди Стэнцлер по сценарию Ребекки Синклэр, на основе персонажей, созданных Дарреном Старом. Автор идеи — Роб Томас, создатель успешного сериала «Вероника Марс».

## Сюжет
Адрианна и Навид в спешке покидают выпускной бал, когда у девушки начинаются роды. Наоми устраивает вечеринку в честь выпускного. Бренда возвращается в Беверли-Хиллз в решает оказать поддержку Адрианне и приезжает в больницу, где уже находятся Келли, Дебби и Гарри. Отношения между Диксоном и Итаном становятся напряжёнными, когда у Итана возникают романтические чувства к Сильвер. Наоми, решившая, что Энни пытается отбить у неё Лиама, решается на серьёзные действия, направленные против девушки, но в конечном счёте влекущие за собой роковые последствия – ведь кто-то из ребят, возможно, не переживёт эту ночь, а жизнь Энни уже никогда не будет прежней.

## В ролях

### Основной состав
- Шеней Граймс — Энни Уилсон
- Тристан Уайлдз — Диксон Уилсон
- Анна-Линн Маккорд — Наоми Кларк
- Дастин Миллиган — Итан Уорд
- Майкл Стэгер — Навид Ширази
- Джессика Строуп — Эйрин Сильвер
- Джессика Лаундс — Адрианна Тэйт-Дункан
- Райан Эгголд — Райан Меттьюз
- Роб Эстес — Гарри Уилсон
- Лори Локлин — Дебби Уилсон

### Приглашённые звёзды
- Шеннен Доэрти — Бренда Уолш
- Дженни Гарт — Келли Тейлор
- Мэтт Лантер — Лиам Курт
- Лили Коллинз — Фиби Абрамс
- Сара Фостер — Джен Кларк
- Дэвид Чисам — Грег
- Морин Флэнниган — Лесли
- Дэниэл Тэйтар — Медбрат
- Мики Мейер — Дункан
- Меган Танди — Саванна
- Уэнди Нортон — Пенелопа

## Факты
- Последнее появление Шеннен Доэрти в роли Бренды Уолш.
- Финал первого сезона в Америке посмотрело 2 миллиона человек[3].
- В перерыв между 10 февраля и 31 марта в интернет просочилась информация о том, что в финальной серии 1 сезона погибнет один из героев сериала. Первоначальное официальное описание эпизода: «В „Школе Западного Беверли-Хиллз“ проходит похоронная церемония…».

## Музыка эпизода
Список композиций, звучавших в эпизоде:
- «The Only One» в исполнении Manchester Orchestra (сцена: начало эпизода, Наоми рассказывает Джен о жизни Лиама и соглашается устроить вечеринку в своём новом доме).
- «Panic» в исполнении the Boat People (сцена: Наоми рассказывает о вечеринке; Диксон, Итан и Сильвер ищут свой лимузин).
- «Beautiful Dreamer» в исполнении Roy Orbison (сцена: группа «the Wildcat Crooners» выступают на вечеринке).
- «Bang Bang» в исполнении K’naan и Adam Levine (сцена: Энни пытается держать вечеринку под контролем; Диксон и Итан разговаривают о Сильвер).
- «Waking Up In Vegas» в исполнении Katy Perry (сцена: Лиам показывает Энни её портрет).
- «Everyone’s At It» в исполнении Lily Allen (сцена: Итан говорит Сильвер, что они с Диксом — хорошая пара).
- «Superthug» в исполнении Noreaga (сцена: Итан и Диксон меняются пиджаками).
- «Absolute» в исполнении The Fray (сцена: Энни соглашается отвезти Фиби домой; Джен убеждает Лиама, что Наоми рассказала его секрет всем).
- «Sugar» в исполнении Flo Rida (сцена: девчонки прыгают в бассейн; Диксон ссорится с Итаном из-за Сильвер).
- «Back Again» в исполнении Parachute (сцена: Наоми возвращается домой и находит Лиама у себя в спальне; Джен рассказывает Лиаму правду).
- «Let Go» в исполнении Amy Correa Bell и Genise (сцена: Наоми обвиняет Энни, что та переспала с Лиамом).
- «The Funeral» в исполнении The Band Of Horses (сцена: конец эпизода, поцелуй Сильвер и Итана; Джен успокаивает Наоми; Адрианна отдает свою дочь; Лиама забирают в военную школу; Энни сбивает прохожего).

## Критика
Критик с сайта «Sidereel.Com» отметила, ближе к финалу сезона сериал набрал обороты. В частности она оценила игру Джессики Лаундс и сюжетную линию с удочерением малышки Адрианны, отметив, что «актриса ярко передала чувства, которые испытывает мать, отдавая своего ребёнка». Кроме того, автор подчеркнула, что многие сюжетные линии получили свои закономерные последствия — в частности предательство Наоми своей сестрой не стало сюрпризом, так как с момента появления персонажа Джен Кларк было очевидно, что «она — манипуляторша». Сюжетная линия Энни и окончание эпизода неожиданным клиффхэнгером заверяет, что у зрителей будет определённый стимул смотреть шоу в новом сезоне.